# Меггі Сіфф
Меггі Сіфф (англ. Maggie Siff; нар. 21 червня 1974)  — американська акторка. Відома за ролями  Рейчел Менкен Кац, заможньої спадкоємиці, власниці універмагу у драмі «Божевільні люди», докторки Тара Ноулз у драмі «Сини анархії», за яку вона двічі номінувалася на премію Вибір телевізійних критиків у номінації за найкращу жіночу роль другого плану у драматичному серіалі, а також за роллю психологині, коуча Венді Роудс у серіалі «Мільярди».
Вона також зіграла ролі у фільмах «Поштовх» (2009),  «Травка»(2010), інді-фільмі «A Woman, a Part» (2016), а також мала другорядну роль у драматичному фільмі «One Percent More Humid» (2017).

## Ранні роки та освіта
Сіфф народилася в Бронксі, штат Нью-Йорк. Закінчила Бронксську вищу школу наук та коледж Брін Мар. Потім здобула ступінь магістра з акторської майстерності в Школі мистецтв Тіш Нью-Йоркського університету. Незабаром після закінчення навчання Сіфф деякий час працювала у хедж-фонді, цей досвід вона використала для своєї ролі у серіалі «Мільярди».
Сіфф також має досвід роботи в театрі.
За її словами вона ідентифікує себе єврейкою, адже  її дід був ашкеназі,теж акторствував і загалом через оточення, у якому росла. 

## Кар'єра
Сіфф почала зніматися в телевізійних серіалах у 2004 році. Першоим був епізод у серіалі «Третя зміна».
Кінокраєра почалася у 2007 році з ролі Лілі у фільмі «Вона мене знайшла», потім була Тереза Стоу у фільмі  «П'ятий вимір», Рейчел у «Смішні люди» (2009), роль рабини Ренанни Ціммерман у «Травка», і Сем Беннет у «Concussion». У 2016 почав виходити серіал «Мільярди», де вона грає одну з головних ролей.

## Особисте життя
У 2012 році вийшла заміж за Пола Ратліффа. У 2013 році уних народилась донька Люсі. 

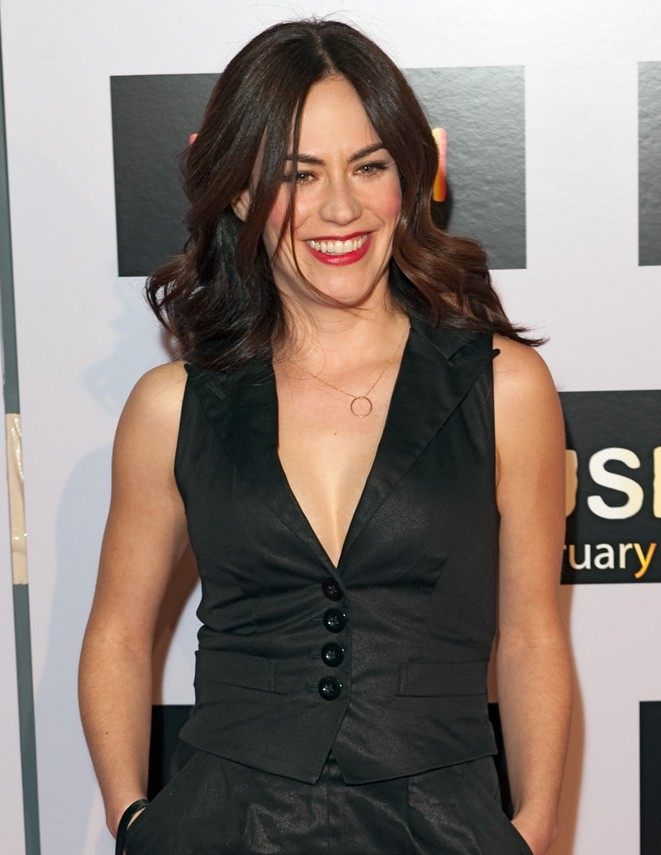
Сіфф на прем'єрі «П'ятий вимір» у січні 2009 року

## Фільмографія
| Рік  | Заголовок                          |
| ---- | ---------------------------------- |
| 2007 | Майкл Клейтон                      |
| 2007 | Вона мене знайшла                  |
| 2009 | П'ятий вимір                       |
| 2009 | Leaves of Grass                    |
| 2009 | Funny People                       |
| 2013 | Concussion                         |
| 2016 | П'ята хвиля                        |
| 2016 | A Woman, a Part                    |
| 2016 | The Sweet Life                     |
| 2017 | One Percent More Humid             |
| 2019 | The Short History of the Long Road |

### Телебачення
| Рік       | Заголовок                           | Примітки                            |
| --------- | ----------------------------------- | ----------------------------------- |
| 2004      | Третя зміна                         | Епізод:"Obsession"                  |
| 2005      | Rescue Me                           | Епізод: "Twat"                      |
| 2006      | Закон і порядок: Спеціальний корпус | Епізод: "Gone"                      |
| 2006      | 3 lbs.                              | Епізод: "The God Spot"              |
| 2007      | Анатомія Грей                       | Епізод: "The Heart of the Matter"   |
| 2007–2008 | Божевільні                          | Головна роль; 9 серій               |
| 2007–2008 | Частини тіла                        | Гостьова роль; 3 епізоди            |
| 2008      | Закон і порядок                     | Епізод:"Executioner"                |
| 2008–2013 | Сини анархії                        | Головна роль (1–6 сезони); 79 серій |
| 2009      | Життя на Марсі                      | 3 епізоди                           |
| 2011 рік  | Обдарована людина                   | Епізод: "In Case of Letting Go"     |
| 2016–2023 | Мільярди                            | Головна роль; 55 серій              |
| 2019      | Explained                           | Оповідач; Епізод: "Мільярдери"      |